# Eloy Room
Eloy Victor Room (Nijmegen, 6 februari 1989) is een Nederlands-Curaçaos voetballer die dienstdoet als doelman. Hij lag tot juni 2025 onder contract bij Cercle Brugge. Room debuteerde in 2015 in het Curaçaos voetbalelftal.

## Voetbalcarrière

### Vitesse
Room begon met voetballen bij amateurclubs S.C.E, N.E.C. en VV Union. In 2002 werd hij gescout door Vitesse en kwam hij daar in de jeugdopleiding te spelen. Zijn debuut in het eerste elftal maakte hij op 8 maart 2009 in een wedstrijd tegen FC Volendam. 
De opvolger van de ontslagen Albert Ferrer, John van den Brom, koos in de zomer van 2010 definitief voor Room, nadat Piet Velthuizen vertrok naar Spanje. Dat seizoen keepte hij 33 van de 34 competitiewedstrijden, waarin hij zeven clean sheets had. Door een blessure aan het begin van de competitie en een terugkeer van Velthuizen bleef zijn aantal optredens in de volgende twee seizoenen beperkt tot slechts negen wedstrijden, waarvan de meesten bekerwedstrijden waren. Een uitstapje naar Go Ahead Eagles was succesvol, maar na een half seizoen keerde Room weer terug naar Arnhem in verband met een blessure van reservedoelman Marko Meerits. Toch hield hij alleen de bank warm in de tweede seizoenshelft.
Ook het seizoen 2014/15 begon Velthuizen als eerste keeper, maar na dertien speelrondes deed trainer Peter Bosz een keeperswissel en werd Room eerste keeper. Met hem in de goal steeg Vitesse vervolgens van plek tien naar plek vijf in de Eredivisie. Vervolgens werd in de play-offs om promotie PEC Zwolle en Sc Heerenveen verslagen, waardoor Room in het seizoen erop zijn Europese debuut mocht maken. In de UEFA Europa League-kwalificatiewedstrijden werd echter twee keer verloren van het Southampton van Ronald Koeman. In het seizoen 2016/17 speelde hij vijf van de zes bekerwedstrijden, waaronder de finale van de KNVB beker tegen AZ, die met 2-0 gewonnen werd en de eerste bekerwinst van Vitesse betekende.

### PSV
Na de bekertriomf vertrok hij naar PSV, als opvolger van tweede doelman Remko Pasveer. Room maakte op 15 april 2018 zijn debuut voor de Eindhovenaren. Hij mocht die dag in de 89e minuut invallen voor eerste doelman Jeroen Zoet tijdens de met 3–0 gewonnen kampioenswedstrijd thuis tegen Ajax. Vervolgens mocht hij twee wedstrijden keepen tegen Roda JC Kerkrade en ADO Den Haag. Hij speelde verder veertien wedstrijden voor Jong PSV, dat een divisie lager uitkwam. In zijn tweede seizoen voor PSV speelde Room slechts twee bekerwedstrijden. Daarna liep zijn contract af met PSV, waarvoor hij vijf wedstrijden speelde. 

### Columbus Crew
In 2019 besloot hij transfervrij zijn Amerikaanse droom waar te maken. Met Columbus Crew won Room in 2020 de MLS Cup. De winst was mede op het conto van de doelman te schrijven, net zoals hij een voorname rol speelde bij de verovering van de King’s Cup en de Caribbean Cup met het Curaçaos voetbalelftal.

### Vitesse
In de zomer van 2023 keerde Room op 34-jarige leeftijd terug bij Vitesse. Dat seizoen vocht Room met Vitesse het hele seizoen tevergeefs tegen degradatie. Op 18 februari 2024 was hij bij afwezigheid van Marco van Ginkel en Nicolas Isimat-Mirin voor het eerst aanvoerder van Vitesse. In april was de degradatie door een puntenaftrek van achttien punten onvermijdelijk. Vitesse eindigde uiteindelijk met zes punten, het laagste aantal ooit in de Eredivisie.   
Na een periode van onzekerheid voor de club behield het toch zijn proflicentie. Room liet daarna zijn contract bij Vitesse ontbinden zodat er meer financiële ruimte in de salarissen ontstond voor de club uit Arnhem.

## Clubstatistieken
| Seizoen         | Club              | Competitie      | Competitie | Competitie  | Beker | Beker       | Overig | Overig      | Totaal | Totaal      |
| Seizoen         | Club              | Competitie      | Duels      | Clean sheet | Duels | Clean sheet | Duels  | Clean sheet | Duels  | Clean sheet |
| --------------- | ----------------- | --------------- | ---------- | ----------- | ----- | ----------- | ------ | ----------- | ------ | ----------- |
| 2008/09         | Vitesse           | Eredivisie      | 3          | 0           | 0     | 0           | –      | –           | 3      | 0           |
| 2009/10         | Vitesse           | Eredivisie      | 3          | 1           | 0     | 0           | –      | –           | 3      | 1           |
| 2010/11         | Vitesse           | Eredivisie      | 33         | 7           | 3     | 2           | –      | –           | 36     | 9           |
| 2011/12         | Vitesse           | Eredivisie      | 2          | 2           | 1     | 0           | –      | –           | 3      | 2           |
| 2012/13         | Vitesse           | Eredivisie      | 2          | 1           | 4     | 2           | –      | –           | 6      | 3           |
| 2013/14         | → Go Ahead Eagles | Eredivisie      | 20         | 1           | 2     | 1           | –      | –           | 22     | 2           |
| 2013/14         | Vitesse           | Eredivisie      | 0          | 0           | 0     | 0           | –      | –           | 0      | 0           |
| 2014/15         | Vitesse           | Eredivisie      | 23         | 7           | 3     | 1           | 4      | 0           | 30     | 8           |
| 2015/16         | Vitesse           | Eredivisie      | 34         | 10          | 0     | 0           | 2      | 0           | 36     | 10          |
| 2016/17         | Vitesse           | Eredivisie      | 33         | 7           | 5     | 2           | –      | –           | 38     | 9           |
| 2017/18         | PSV               | Eredivisie      | 3          | 1           | 0     | 0           | –      | –           | 3      | 1           |
| 2017/18         | Jong PSV          | Eerste Divisie  | 14         | 4           | –     | –           | –      | –           | 14     | 4           |
| 2018/19         | PSV               | Eredivisie      | 0          | 0           | 2     | 1           | –      | –           | 2      | 1           |
| 2019            | Columbus Crew     | MLS             | 12         | 1           | 0     | 0           | –      | –           | 12     | 1           |
| 2020            | Columbus Crew     | MLS             | 15         | 5           | 0     | 0           | 2      | 1           | 17     | 6           |
| 2021            | Columbus Crew     | MLS             | 30         | 7           | 0     | 0           | 4      | 2           | 34     | 9           |
| 2022            | Columbus Crew     | MLS             | 34         | 9           | 0     | 0           | –      | –           | 34     | 9           |
| 2023            | Columbus Crew     | MLS             | 3          | 1           | 0     | 0           | –      | –           | 3      | 1           |
| 2023/24         | Vitesse           | Eredivisie      | 34         | 3           | 0     | 0           | –      | –           | 34     | 3           |
| 2024/25         | Cercle Brugge     | Eerste klasse A | 0          | 0           | 2     | 1           | –      | –           | 2      | 1           |
| Carrière totaal | Carrière totaal   | Carrière totaal | 298        | 67          | 22    | 10          | 12     | 3           | 332    | 80          |

## Interlandcarrière
Room speelde voor meerdere vertegenwoordigende jeugdelftallen van de KNVB. Hij debuteerde op 3 maart 2010 als basisspeler in Jong Oranje, in een wedstrijd tegen Slovenië onder 21 jaar. Nadat Room door de Curaçaose bondscoach Patrick Kluivert werd uitgenodigd voor twee kwalificatiewedstrijden van het Curaçaos voetbalelftal in juni 2015, besloot hij definitief voor de Curaçaose voetbalnationaliteit te kiezen. Op 6 juni 2015 debuteerde Room in het Curaçaos voetbalelftal in de met 1–0 gewonnen vriendschappelijke wedstrijd tegen Trinidad en Tobago. Na afloop werd hij uitgeroepen tot man van de wedstrijd. In zijn tweede interland op 10 juni hield Room wederom de nul, nu tegen Cuba in het kwalificatietoernooi voor het wereldkampioenschap voetbal 2018. Met Curaçao won Room op 25 juni 2017 de finale van de Caribbean Cup 2017 door Jamaica met 2–1 te verslaan.
| Interlands van Eloy Room voor Curaçao      | Interlands van Eloy Room voor Curaçao | Interlands van Eloy Room voor Curaçao | Interlands van Eloy Room voor Curaçao | Interlands van Eloy Room voor Curaçao | Interlands van Eloy Room voor Curaçao |
| №                                          | Datum                                 | Wedstrijd                             | Uitslag                               | Competitie                            |                                       |
| Als speler bij Vitesse                     | Als speler bij Vitesse                | Als speler bij Vitesse                | Als speler bij Vitesse                | Als speler bij Vitesse                | Als speler bij Vitesse                |
| ------------------------------------------ | ------------------------------------- | ------------------------------------- | ------------------------------------- | ------------------------------------- | ------------------------------------- |
| (1.)*                                      | 5 juni 2015                           | Curaçao – Trinidad en Tobago          | 1 – 0                                 | Vriendschappelijk                     |                                       |
| 1.                                         | 10 juni 2015                          | Curaçao – Cuba                        | 0 – 0                                 | Kwalificatie WK 2018                  |                                       |
| 2.                                         | 14 juni 2015                          | Cuba – Curaçao                        | 1 – 1                                 | Kwalificatie WK 2018                  |                                       |
| 3.                                         | 4 september 2015                      | Curaçao – El Salvador                 | 0 – 1                                 | Kwalificatie WK 2018                  |                                       |
| 4.                                         | 8 september 2015                      | El Salvador – Curaçao                 | 1 – 0                                 | Kwalificatie WK 2018                  |                                       |
| 5.                                         | 23 maart 2016                         | Barbados – Curaçao                    | 1 – 0                                 | Kwalificatie Caribbean Cup 2017       |                                       |
| 6.                                         | 26 maart 2016                         | Curaçao – Dominicaanse Republiek      | 2 – 1                                 | Kwalificatie Caribbean Cup 2017       |                                       |
| 7.                                         | 1 juni 2016                           | Curaçao – Guyana                      | 5 – 2                                 | Kwalificatie Caribbean Cup 2017       |                                       |
| 8.                                         | 7 juni 2016                           | Curaçao – Amerikaanse Maagdeneilanden | 7 – 0                                 | Kwalificatie Caribbean Cup 2017       |                                       |
| 9.                                         | 5 oktober 2016                        | Curaçao – Antigua en Barbuda          | 3 – 0                                 | Kwalificatie Caribbean Cup 2017       |                                       |
| 10.                                        | 11 oktober 2016                       | Puerto Rico – Curaçao                 | 2 – 4                                 | Kwalificatie Caribbean Cup 2017       |                                       |
| (11.)*                                     | 22 maart 2017                         | Curaçao – El Salvador                 | 1 – 1                                 | Vriendschappelijk                     |                                       |
| 11.                                        | 13 juni 2017                          | Canada – Curaçao                      | 2 – 1                                 | Vriendschappelijk                     |                                       |
| 12.                                        | 17 juni 2017                          | Curaçao – Nicaragua                   | 0 – 0                                 | Vriendschappelijk                     |                                       |
| 13.                                        | 22 juni 2017                          | Curaçao – Martinique                  | 2 – 1                                 | Caribbean Cup 2017                    |                                       |
| 14.                                        | 25 juni 2017                          | Jamaica – Curaçao                     | 1 – 2                                 | Caribbean Cup 2017                    |                                       |
| 15.                                        | 9 juli 2017                           | Curaçao – Jamaica                     | 0 – 2                                 | CONCACAF Gold Cup 2017                |                                       |
| 16.                                        | 13 juli 2017                          | El Salvador – Curaçao                 | 2 – 0                                 | CONCACAF Gold Cup 2017                |                                       |
| 17.                                        | 16 juli 2017                          | Curaçao – Mexico                      | 0 – 2                                 | CONCACAF Gold Cup 2017                |                                       |
| Als speler bij PSV                         |                                       |                                       |                                       |                                       |                                       |
| 18.                                        | 10 oktober 2017                       | Qatar – Curaçao                       | 1 – 2                                 | Vriendschappelijk                     |                                       |
| 19.                                        | 23 maart 2018                         | Curaçao – Bolivia                     | 1 – 1                                 | Vriendschappelijk                     |                                       |
| 20.                                        | 26 maart 2018                         | Curaçao – Bolivia                     | 1 – 0                                 | Vriendschappelijk                     |                                       |
| 21.                                        | 10 september 2018                     | Curaçao – Grenada                     | 10 – 0                                | Kwalificatie CONCACAF Nations League  |                                       |
| 22.                                        | 12 oktober 2018                       | Amerikaanse Maagdeneilanden – Curaçao | 0 – 5                                 | Kwalificatie CONCACAF Nations League  |                                       |
| 23.                                        | 19 november 2018                      | Curaçao – Guadeloupe                  | 6 – 0                                 | Kwalificatie CONCACAF Nations League  |                                       |
| 24.                                        | 23 maart 2019                         | Antigua en Barbuda – Curaçao          | 2 – 1                                 | Kwalificatie CONCACAF Nations League  |                                       |
| 25.                                        | 5 juni 2019                           | India – Curaçao                       | 1 – 3                                 | King's Cup 2019                       |                                       |
| 26.                                        | 8 juni 2019                           | Vietnam – Curaçao                     | 1 – 1 (5 – 6 wns)                     | King's Cup 2019                       |                                       |
| 27.                                        | 17 juni 2019                          | Curaçao – El Salvador                 | 0 – 1                                 | Gold Cup 2019                         |                                       |
| 28.                                        | 21 juni 2019                          | Honduras – Curaçao                    | 0 – 1                                 | Gold Cup 2019                         |                                       |
| 29.                                        | 25 juni 2019                          | Jamaica – Curaçao                     | 1 – 1                                 | Gold Cup 2019                         |                                       |
| 30.                                        | 30 juni 2019                          | Verenigde Staten – Curaçao            | 1 – 0                                 | Gold Cup 2019                         |                                       |
| Als speler bij Columbus Crew               |                                       |                                       |                                       |                                       |                                       |
| 31.                                        | 7 september 2019                      | Curaçao – Haïti                       | 1 – 0                                 | CONCACAF Nations League 2019/20       |                                       |
| 32.                                        | 10 september 2019                     | Haïti – Curaçao                       | 1 – 1                                 | CONCACAF Nations League 2019/20       |                                       |
| 33.                                        | 13 oktober 2019                       | Costa Rica – Curaçao                  | 0 – 0                                 | CONCACAF Nations League 2019/20       |                                       |
| * Werd niet erkend als officiële interland |                                       |                                       |                                       |                                       |                                       |

Bijgewerkt op 14 oktober 2019.

## Erelijst
| Competitie          |         |         |         |         |
| Competitie          | Aantal  | Jaren   |         |         |
| Vitesse             | Vitesse | Vitesse | Vitesse | Vitesse |
| ------------------- | ------- | ------- | ------- | ------- |
| KNVB beker          | 1x      | 2016/17 |         |         |
| PSV                 |         |         |         |         |
| Kampioen Eredivisie | 1x      | 2017/18 |         |         |
| Columbus Crew       |         |         |         |         |
| MLS Cup             | 1x      | 2020    |         |         |

| Competitie    | Winnaar | Winnaar | Runner-up | Runner-up | Derde   | Derde   |
| Competitie    | Aantal  | Jaren   | Aantal    | Jaren     | Aantal  | Jaren   |
| Curaçao       | Curaçao | Curaçao | Curaçao   | Curaçao   | Curaçao | Curaçao |
| ------------- | ------- | ------- | --------- | --------- | ------- | ------- |
| Caribbean Cup | 1x      | 2017    |           |           |         |         |
| King's Cup    | 1x      | 2019    |           |           |         |         |